# 212 (numero)
Duecentododici (212) è il numero naturale dopo il 211 e prima del 213.

## Proprietà matematiche
- È un numero pari.
- È un numero composto, con 6 divisori: 1, 2, 4, 53, 106 e 212. Poiché la loro somma, escluso il numero stesso, vale 166, è un numero difettivo.
- È sia la somma che la differenza di due quadrati: 142+42 e 542-522.
- È un numero malvagio.
- È il numero massimo di regioni in cui un piano può essere suddiviso da 15 circonferenze.
- In base 10, è divisibile per il prodotto delle sue cifre.
- È un numero palindromo il cui quadrato (44944) è palindromo nel sistema numerico decimale. È altresì palindromo nel sistema di numerazione posizionale a base 3 (21212).
- È parte delle terne pitagoriche (112, 180, 212), (159, 212, 265), (212, 2805, 2813), (212, 5616, 5620), (212, 11235, 11237).
- È un numero congruente.

## Astronomia
- 212P/NEAT è una cometa periodica del sistema solare.
- 212 Medea è un asteroide della fascia principale del sistema solare.

## Astronautica
- Cosmos 212 è un satellite artificiale russo.

## Altri ambiti
- L'additivo alimentare E212 è il conservante benzoato di potassio.
- +212 è il prefisso telefonico internazionale del Marocco.
- È il punto di ebollizione dell'acqua sul livello del mare espresso in gradi Fahrenheit.